# Sportul în Regatul Unit
Sportul joacă un rol proeminent în viața britanică și nenumărați britanici conferă o mare investiție emoțională în sporturile lor favorite. Cel mai popular sport este fotbalul, care are un avans enorm în fața rivalilor săi, mai puțin în Țara Galilor, unde rugby-ul